# Xã Hartsgrove, Quận Ashtabula, Ohio
Xã Hartsgrove (tiếng Anh: Hartsgrove Township) là một xã thuộc quận Ashtabula, tiểu bang Ohio, Hoa Kỳ. Năm 2010, dân số của xã này là 1.597 người.